# Josef Parschalk
Josef Parschalk (* 31. Mai 1864 in Kastelruth; † 5. Juli 1932 in Wien) war ein Südtiroler Bildhauer und Restaurator.

## Lebenslauf
Parschalk besuchte die Kunstschule in Gröden und arbeitete dann in der Werkstatt von Ferdinand Demetz in St. Ulrich und bei J. von Blaas in Innsbruck. 1888 ging er nach Wien, wo er mit den Bildhauern Sterrer, Erler, Penk und Franz Barwig zusammenarbeitete. Ab 1898 arbeitete Parschalk im eigenen Atelier in Wien. Er wurde am Wiener Zentralfriedhof bestattet.

## Werke (Auswahl)
- Das Denkmal für Katharina Lanz in Buchenstein von 1912 ist sein bekanntestes Werk.
- Wien, Antoniuskirche. Im Altarraum befindet sich die aus Holz geschnitzte Marienstatue Unsere Liebe Frau von Lourdes. Sie wurde im Jahre 1901 von „mehreren Wohltätern“ gespendet und von den akademischen Bildhauern Franz Barwig und Josef Parschalk angefertigt.[2]
- Staatz-Kautendorf – Kriegerdenkmal am Fuß des Staatzer Berges. Ein überlebensgroßer Friedensengel aus Kalksandstein. Wurde am 8. September 1923 vom Heerespropst Prälat Pawlikowsky eingeweiht. Der „Michl“, wie die Statue im Volksmund auch genannt wurde, hält in der rechten Hand das gesenkte Schwert, in der linken einen Lorbeer- und Eichenkranz. Das Haupt bedeckt ein Helm.[3]
- Wien, Herz-Jesu-Sühnekirche. Im Zentrum der Apsis befindet sich die 1932 von Josef Parschalk geschaffene Christkönigs- und Herz-Jesu-Statue.[4]